# 박흥식 (1965년)
박흥식(1965년 11월 29일 ~ )은 대한민국의 영화 감독이자 각본가이다.
1989년 영화평론가 첫 등단한 그는 12년 후 2001년, 영화 《나도 아내가 있었으면 좋겠다》를 통해 감독으로 데뷔하였다.

## 학력
- 연세대학교 천문대기학과 학사

## 필모그래피

### 영화
- 1991년 《영희와 준기》 (각본, 연출)
- 1991년 《창백한 여름》 (각본, 연출)
- 1993년 《그 섬에 가고 싶다》 (조연출)
- 1995년 《아름다운 청년 전태일》 (스크립터, 조연출)
- 1998년 《8월의 크리스마스》 (조연출)
- 2001년 《나도 아내가 있었으면 좋겠다》 (각본, 연출)
- 2002년 《H》 ... 이 박사 역
- 2004년 《인어 공주》 (각본, 연출)
- 2005년 《사랑해, 말순씨》 (각본, 연출)
- 2011년 《미안해, 고마워》 (연출)
- 2012년 《천국의 아이들》
- 2015년 《협녀, 칼의 기억》 (연출)
- 2016년 《해어화》 (연출)

### 드라마
- 2008년 SBS 《달콤한 나의 도시》 (연출)

## 수상
- 2001년 제37회 백상예술대상 신인감독상 《나도 아내가 있었으면 좋겠다》
- 2005년 제41회 백상예술대상 감독상 《인어공주》
- 2005년 제16회 유바리국제판타스틱영화제 영판타스틱 대상